# The Patient
The Patient, ou Le Patient au Québec, est une série télévisée américaine en dix épisodes d'environ 30 minutes, développée par Joel Fields et Joe Weisberg, et diffusée du 30 août au 25 octobre 2022 sur FX sur Hulu.
Au Québec, elle a été mise en ligne simultanément sur Disney+, et en France depuis le 14 décembre 2022 sur Disney+.

## Synopsis
Un thérapeute (Steve Carell) est retenu captif par un tueur en série (Domhnall Gleeson) qui cherche une aide thérapeutique pour freiner ses pulsions meurtrières.

## Distribution

### Acteurs principaux
- Steve Carell (VF : Constantin Pappas) : Alan Strauss, un thérapeute récemment veuf
- Domhnall Gleeson (VF : Emmanuel Garijo) : Sam Fortner, un tueur en série et nouveau patient d'Alan
- Linda Emond (VF : Josiane Pinson) : Candace Fortner, la mère de Sam

### Acteurs récurrents
- Andrew Leeds (VF : Jérémie Bédrune) : Ezra Strauss, le fils d'Alan et Beth
- Laura Niemi (VF : Christèle Billault) : Beth Strauss, l'épouse récemment décédée d'Alan
- David Alan Grier (VF : Rody Benghezala) : Charlie Addison, l'ancien thérapeute d'Alan
- Alex Rich (VF : Léo Faure) : Elias
- Alan Blumenfeld (en) (VF : Philippe Peythieu) : Chaim Benjamin

 Source et légende : version française (VF) sur RS Doublage

## Épisodes
1. Premières séances (Intake)
2. Méditation (Alan Learns to Meditate)
3. Problèmes (Issues)
4. Compagnie (Company)
5. Pastítsio
6. Charlie
7. Le Kaddish (Kaddish)
8. Ezra
9. Auschwitz
10. Le Mari de la chantre (The Cantor's Husband)

## Distinctions

### Nominations
- Golden Globes 2023 : Meilleur acteur dans un second rôle dans une mini-série, une anthologie ou un téléfilm pour Domhnall Gleeson